# Ngôn ngữ đầu tiên
Ngôn ngữ đầu tiên (thường viết tắt là L1 theo tiếng Anh: First Language, cũng gọi là tiếng mẹ đẻ hay tiếng bản địa) là một ngôn ngữ mà người ta thừa hưởng từ khi vừa được sinh ra và kéo dài liên tục trong thời thơ ấu. Trong ngôn ngữ học hiện đại, sự khởi đầu của tuổi dậy thì thường được coi là kết thúc giai đoạn tiếp nhận ngôn ngữ đầu tiên. 
Nếu một người vừa được sinh ra nhưng lập tức bị tách ly khỏi người mẹ thì ngôn ngữ nào mà đứa bé được tiếp nhận đầu tiên thì cũng sẽ được gọi là "tiếng mẹ đẻ", dù rằng người mẹ ruột khi ấy không đóng vai trò nào trong việc giúp đứa bé tiếp nhận ngôn ngữ đó. Ngôn ngữ đầu tiên có thể không cần được giảng dạy ở trường học mà người đó vẫn có thể sử dụng trong nghe, nói và giao tiếp cơ bản với người đồng ngôn ngữ; nhưng nếu không được tiếp tục giáo dục chính thức ở trình độ cao với các kỹ năng khác như viết, đọc, từ vựng, ngữ pháp và tư duy phân tích thì khả năng vận dụng ngôn ngữ đó sẽ giảm đi giống như là một người trở nên già nua. Vì thế, ngôn ngữ đầu tiên không nhất thiết sẽ là ngôn ngữ thành thạo nhất của một con người. Có người sử dụng ngôn ngữ thứ hai thành thạo hơn bởi vì nó được giáo dục trình độ cao, có sự tiếp xúc xã hội nhiều hơn và sử dụng thường xuyên hơn. 
Đặc trưng của người sử dụng ngôn ngữ đầu tiên là trực giác về những gì họ có trong ngôn ngữ đó thì những người khác ngôn ngữ không thể có được. Theo các nhà ngôn ngữ học, ngôn ngữ đầu tiên (tiếng mẹ đẻ) được thừa hưởng, ngôn ngữ thứ hai được học tập để nói chuyện. Việc tiếp nhận của ngôn ngữ thứ hai thường là khó khăn hơn tiếng mẹ đẻ và để duy trì kiến thức của họ, cần thiết phải tiếp tục sử dụng thường xuyên. 
Song ngữ và đa ngôn ngữ nằm trong phần lớn các tiêu chuẩn của thế giới. Một số quốc gia có xu hướng thay thế ngôn ngữ khác nhau của dân chúng ở các khu vực địa phương, thành một thứ tiếng duy nhất, đó là ngôn ngữ theo tiêu chuẩn quốc gia.
Đặc biệt trong ngôn ngữ thứ hai những gì có liên quan đến kiến thức hiểu biết thụ động của tiếng mẹ đẻ, thì sự hiểu biết đó thường được tốt hơn so với những kiến thức tích cực, việc sử dụng ngôn ngữ riêng của mình. 
Ngay cả đối với một người có thể dễ dàng nói ngôn ngữ thứ hai một cách hoàn hảo cũng phải thường lưu ý rằng đó không phải là tiếng mẹ đẻ của người nói vì giọng lạ.
Nghiên cứu về các đặc tính của tiếng mẹ đẻ (trái ngược với ngôn ngữ thứ hai) là cốt lõi của môn tâm lý học, giống như trong môn ngôn ngữ học Noam Chomsky.
Ngày 21 tháng 2 hàng năm được UNESCO đề xuất làm Ngày Quốc tế tiếng mẹ đẻ

## Trình tự học tiếng mẹ đẻ
1. Nghe;
2. Nói;
3. Đọc;
4. Viết.

Nguyên nhân của việc tiếp nhận của ngôn ngữ thứ hai thường là khó khăn hơn tiếng mẹ đẻ có thể là do trình tự học ngôn ngữ thứ hai khác với trình tự học tiếng mẹ đẻ.